# Saturnino Barneto Atienza
Saturnino Barneto Atienza (Jerez de los Caballeros, 21 de marzo de 1894-Moscú, enero de 1940) fue un obrero y político español de ideología comunista.

## Biografía
Nacido en la localidad pacense de Jerez de los Caballeros en 1894, se trasladó a Sevilla siendo un niño.
Desde temprana edad se afilió al sindicato anarquista CNT. Líder de los obreros portuarios, fue una de las principales figuras del sindicalismo sevillano en la década de 1930. Por influencia de Manuel Adame, acabaría abandonando las filas del anarcosindicalismo y se afilió al Partido Comunista de España (PCE) junto a otros anarcosindicalistas sevillanos como José Díaz Ramos. Llegó a realizar una corta estancia en Unión Soviética. En el IV Congreso del PCE, celebrado en Sevilla en marzo de 1932, la dirección del partido fue completamente renovada. Barneto se convirtió en uno de sus principales líderes comunistas de esta época.
Fue candidato por Sevilla en las elecciones generales de 1933; llegó a obtener 12.466 votos, aunque no logró obtener acta de diputado. En las elecciones locales de 1936, Barneto Atienza fue elegido concejal en Sevilla y nombrado noveno teniente de alcalde. En mayo de 1936 resultó elegido compromisario para la asamblea que elegiría al nuevo Presidente de la República.
Durante el golpe de Estado de julio de 1936 en Sevilla, Barneto intentó convencer al gobernador civil Varela Rendueles para que entregara armas al pueblo, algo que finalmente logró cuando era demasiado tarde para que este reparto se produjera. Tras el triunfo de la sublevación militar hubo de esconderse durante algún tiempo. Barneto logró huir de Sevilla y alcanzar la zona republicana, convirtiéndose en uno de los hombres más buscados por los militares rebeldes en Andalucía. Peor suerte corrieron otros allegados de Barneto que quedaron en Sevilla. Su hermana, su mujer, su hija y su suegra fueron detenidas y estuvieron encarceladas durante toda la contienda en pésimas condiciones. Su madre de 72 años, una católica devota, fue detenida, interrogada y —tras ser obligada a presenciar un fusilamiento— asesinada en plena calle. El cadáver quedó tendido en la calle durante todo un día. Un colaborador directo de Barneto, Carlos Nuñez, sería detenido y fusilado en la Plaza Nueva.
Tras el final de la contienda se exilió en la Unión Soviética. Falleció en Moscú en 1940.

## Homenajes
El 12 de abril de 2019 el ayuntamiento de Sevilla homenajeó y reconoció a los exconcejales de la Corporación Municipal de 1936 que fueron asesinados o represaliados, entre ellos a Barneto Atienza.